# Super Dual Auroral Radar Network

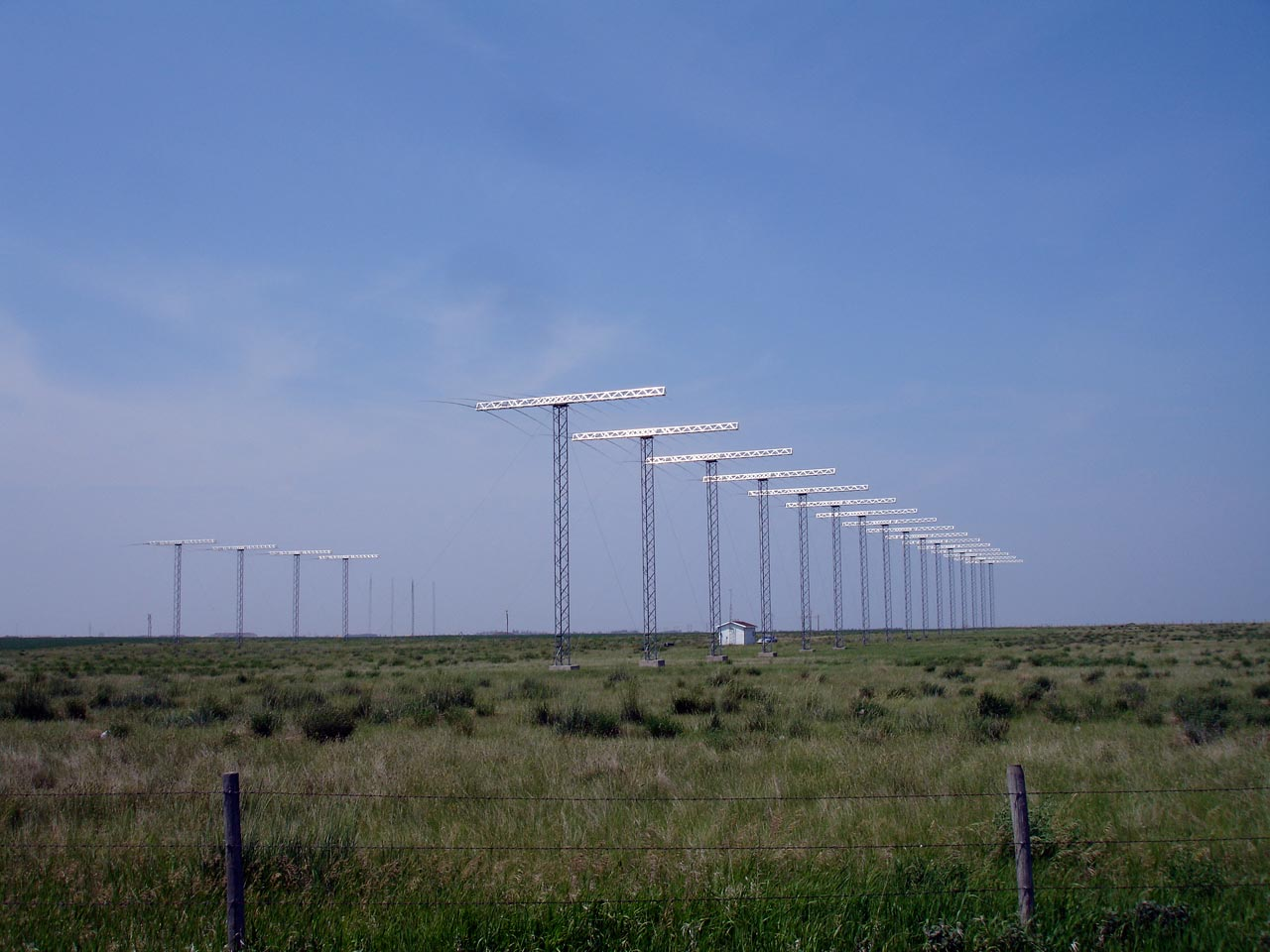
Un site SuperDARN à Saskatoon au Canada.

Le Super Dual Auroral Radar Network (SuperDARN, « Super réseau de radars dual auroral ») est un réseau à usage scientifique, 
qui comprend 35 radars à hautes fréquences
situés dans les hémisphères nord et sud de la Terre. Il sert principalement à cartographier les convections de plasmas de l'ionosphère (en haute altitude). Les instruments sont aussi utilisés pour étudier d'autres phénomènes atmosphériques, tels que les courants de Birkeland, les reconnexions magnétiques, les orages magnétiques, les ondes magnétohydrodynamiques de la magnétosphère et les vents de la mésosphère.
Le réseau est entre autres maintenu et exploité par le JHU/APL, le Virginia Tech, le Dartmouth College, l'Institut géophysique de l'université de l'Alaska à Fairbanks, l’Institute of Space and Atmospheric Studies de l'université de la Saskatchewan, l'université de Leicester, l'université de La Trobe et le Solar-Terrestrial Environment Laboratory de l'université de Nagoya.